# Picholetera
Picholetera es un cultivar de higuera de tipo higo común Ficus carica, unífera (una sola cosecha por temporada los higos de verano-otoño) de higos alargados con piel color verde claro veteado de amarillo. Se cultiva principalmente en varias comarcas de Extremadura sobre todo para venta como producto seco.

## Sinonimia
- "Pezón largo",.[4][5][6]

## Características
La higuera Picholetera también llamada higuera 'Pezón Largo' por su forma estirada, es un higo medio-pequeño muy dulce y alargado. Muy azucarado y muy delicioso. Es una variedad unífera de tipo higo común, con una elevada producción de higos. Son frutos son alargados y tienen color de piel verde claro amarillento, de excelente calidad organoléptica, con piel elástica y ampliamente utilizados para el secado. Son densos, firmes y flexibles.
Los higos maduran desde primeros de agosto hasta mediados de septiembre. Son frutos de tamaño medio, dulces.

## Cultivo
'Picholetera', es una variedad de higo común, reconocida por su piel fina e intenso dulzor, que se cultiva mayoritariamente en varias comarcas de Extremadura sobre todo para el secado como higo paso.
En un ensayo, establecido en el año 2010 en la Finca La Orden de CICYTEX, se evalúan las producciones y la calidad con tres variedades cultivadas tradicionalmente en distintas comarcas de Extremadura: 'Calabacita', 'Cuello de Dama Blanco' y 'Picholetera', con vistas a la mejora de sus rendimientos,,.